# Comtat de Caddo
El Comtat de Caddo (en anglès: Caddo County) és un Comtat dels Estats Units al centre de l'estat estatunidenc d'Oklahoma. Tenia una població de 29.600 habitants segons el cens del 2010, el qual representa una disminució de 550 habitants respecte del cens del 2000. La seu de comtat i municipi més poblat és Anadarko. El Comtat de Caddo té una multitud de granges bovines i també conreus de blat i de cacauets —amb la majoria de pagesos practicant conreus respectuosos amb el medi ambient.

## Història
El Comtat de Caddo va ser establert el 1901 rebent el nom de la tribu dels caddos que van establir-se en aquest comtat durant la dècada del 1870. El comtat va ser fundat el 6 d'agost del 1901, quan el govern federal va vendre les reserves kiowa, comanxe i arapaho a colonitzadors blancs.

## Geografia
Segons l'Oficina del Cens dels Estats Units, el comtat té una àrea de 3.341 quilòmetres quadrats, dels quals 3.310 quilòmetres quadrats són terra i 31 quilòmetres quadrats (0,93%) són aigua.

### Municipalitats

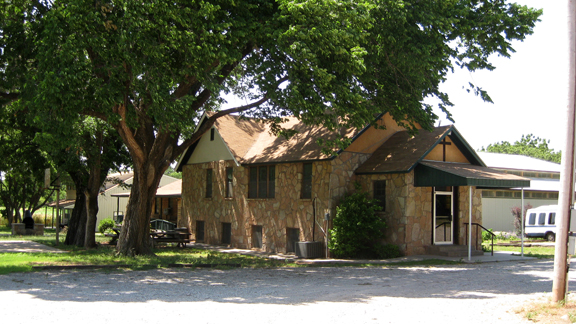
Església Baptista Redstone al nord d'Apache Wye

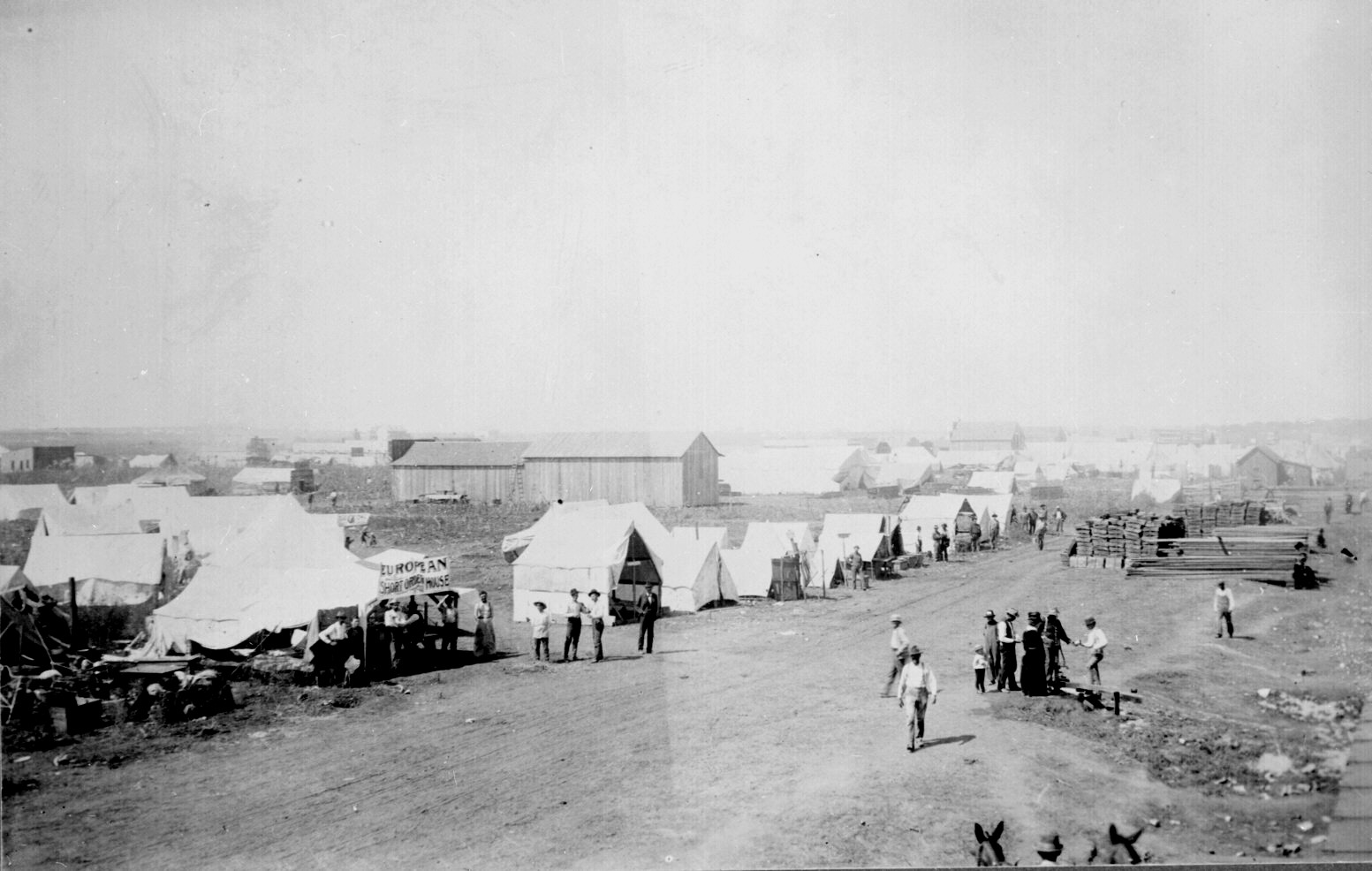
Vista d'Anadarko el 1901

| - Albert - Alden - Alfalfa - Anadarko - Apache - Apache Wye - Binger - Boone - Bridgeport - Broxton - Carnegie - Cement - Cogar - Cyril - Dutton - Eakly | - Fort Cobb - Gracemont - Hatchetville - Hinton - Hydro - Indian City - Lookeba - Nowhere - Pine Ridge - Scott - Spring Creek - Squaretop - Stecker - Swan Lake - Three-War Corner - Washita |

### Autovies principals
| - Interstate 40 - U.S. Highway 62 - U.S. Highway 281 - U.S. Highway 277 | - State Highway 8 - State Highway 9 - State Highway 19 - State Highway 58 |

### Comtats adjacents
|  |  |  |
|  |  |  |
|  |  |  |

### Demografia

Piràmide de població del Comtat de Caddo (2000)

Segons el cens del 2000, hi havia 30.150 habitants, 10.957 llars i 7.965 famílies residint en el comtat. La densitat de població era de 8,86 habitants per quilòmetre quadrat. Hi havia 13.096 llars en una densitat de 3,92 per quilòmetre quadrat. La composició racial del comtat era d'un 65,55% blancs, un 2,92% negres o afroamericans, un 24,28% natius americans, un 0,17% asiàtics, un 0,02% illencs pacífics. un 2,70% d'altres races i un 4,36% de dos o més races. Un 6,28% de la població eren hispans o llatinoamericans de qualsevol raça. Com a primera llengua un 93,8% parlava l'anglès, un 4,5% l'espanyol i un 1,2% el kiowa.
Hi havia 10.957 llars de les quals un 33,30% tenien menors d'edat vivint-hi, un 55,20% eren parelles casades vivint juntes, un 13,00% tenien una dona com a cap de la llar sense cap marit present i un 27,30% no eren famílies. En un 24,80% de totes les llars hi vivia només una persona i en un 12,50% hi vivia només una persona major de 64 anys. De mitjana la mida de la llar era de 2,62 persones i la de la família era de 3,13 persones.
Pel comtat la població s'estenia en un 28,50% majors de 17 anys, un 8,50% de 18 a 24 anys, un 26,00% de 25 a 44 anys, un 22,10% de 45 a 64 anys i un 14,90% majors de 64 anys. L'edat mediana era de 36 anys. Per cada 100 dones hi havia 98,60 homes. Per cada 100 dones major de 17 anys, hi havia 96,00 homes.
L'ingrés econòmic anual de mediana pel comtat era de 27.347 $, i l'ingrés econòmic anual de mediana per a una família era de 32.118 $. Els homes tenien un ingrés econòmic anual de mediana de 26.373 $ mentre que les dones en tenien de 18.658 $. La renda per capita del comtat era de 13.298 $. Un 16,70% de les famílies i un 21,70% de la població vivien per sota del llindar de la pobresa, incloent-hi dels quals un 28,00% menors de 18 anys i un 15,90% majors de 64 anys.